# Rási
Salamon ben Jicchák (héberül: רבי שלמה יצחקי), rövidített nevén RáSI [Rabbi Slomo Itzhaki, héberül: רש"י] (Troyes, 1040. február 22. – Troyes, 1105. július 28.) középkori franciaországi Biblia- és Talmudtudós.

## Élete és művei
A korszakban virágzó wormsi és mainzi talmudiskolákban tanult, ahol alaposan megismerkedett az óhéber és a rabbinikus irodalommal. A Talmudhoz és a Héber Biblia legtöbb könyveihez írt kommentárokat, amelyet szabatosságuk, egyszerűségük, józan felfogásuk és világos nyelvezetük emelte a kortárs alkotások közül. Mózes öt könyvéhez írt magyarázatához később ugyancsak magyarázatok készültek. A Talmud-kommentárja körül ugyancsak nagy mennyiségű irodalom keletkezett, és hatalmas lendületet adott a talmud-tudományoknak. Olyan nagy volt Rási hatása, hogy a Talmud tanulmányozása műve nélkül alig képzelhető, és a különféle Talmudkiadásokban a főszöveg körül általában Rási kommentárja foglal helyet.
Rásinak fennmaradtak döntvényei és néhány liturgiai költeménye. Életéhez sok monda fűződik (Wormsban évszázadok múlva is mutogatták imaszobáját és székét); az utókor a Pársándáta ('törvénymagyarázó') dísznévvel tisztelte meg.

## Magyarul megjelent művei
- Scheiber Sándor: A feliratoktól a felvilágosodásig – Kétezer év zsidó irodalma (Zsidó irodalomtörténeti olvasmányok), Múlt és Jövő Lap- és Könyvkiadó, Budapest, 1997, ISBN 963 85697 4 3, 212–215. o.
- Szemelvények Rásinak a Tórához írt kommentárjából, I–XII. kötet, Egységes Magyarországi Izraelita Hitközség és a Chábád Lubavics Zsidó Nevelési és Oktatási Egyesület, Budapest, 2007

## Egyéb külső hivatkozás
- Biblia Mózes első könyve dióhéjban,Rási-kommentárral. Zsidó Tudományok Szabadegyeteme 1. kötet. Házasság. (Hozzáférés: 2016. december 19.)
- Szemelvények Rásinak a Tórához írt kommentárjaiból. Zsido.com. (Hozzáférés: 2016. december 19.)